# サンタ・パオリーナ
サンタ・パオリーナ（伊: Santa Paolina）は、イタリア共和国カンパニア州アヴェッリーノ県にある、人口約1,200人の基礎自治体（コムーネ）。

## 地理

### 位置・広がり

#### 隣接コムーネ
隣接するコムーネは以下の通り。
モンテフスコ、 モンテミレット、 プラータ・ディ・プリンチパート・ウルトラ、 トッリオーニ、 トゥーフォ

## 行政

### 分離集落
サンタ・パオリーナには、以下の分離集落（フラツィオーネ）がある。
- Marotta, Santa Lucia, Castelmozzo, Picoli, Viturano, Serra, Ponte zeza, Marotta,  Sala, Picoli.